# Regierung Hasquin
Die Regierung Hasquin war die achte Regierung der Französischen Gemeinschaft. Sie amtierte vom 13. Juli 1999 bis zum 19. Juli 2004.
Der Rat der Französischen Gemeinschaft wurde nicht direkt gewählt, er setzte sich aus den 75 Abgeordneten des Wallonischen Parlaments und den 19 französischsprachigen Mitgliedern des Parlaments der Region Brüssel-Hauptstadt zusammen.
Nach den Wahlen am 21. Mai 1995 wurde die seit 1987 bestehende Koalition von Sozialistischer Partei (PS) und Parti Social Chrétien (PSC) fortgesetzt, Laurette Onkelinx wurde erneut Ministerpräsidentin.
Bei den Wahlen am 13. Juni 1999 verloren PS und PSC ihre Mehrheit. Der neuen Regierung gehörten das liberalen Wahlbündnis PRL-FDF-MCC, die sich 2002 zum Mouvement Réformateur (MR) zusammenschlossen, die Sozialistische Partei (PS) und der grünen Ecolo an. Neuer Ministerpräsident wurde Hervé Hasquin (PRL).
Bei der Parlamentswahl 2004 erlitt Ecolo starke Verluste, wohingegen die Sozialisten deutlich zulegten. Im Anschluss wurde, wie bereits zwischen 1987 und 1995, eine gemeinsame Regierung von PS und Centre Démocrate Humaniste (CDH) – bis 2002 hieß die Partei Parti Social Chrétien (PSC) – gebildet. Ministerpräsidentin wurde Marie Arena (PS).

## Zusammensetzung
| Amt                                                                                 | Name                  | Partei | Beginn der Amtszeit | Ende der Amtszeit |
| ----------------------------------------------------------------------------------- | --------------------- | ------ | ------------------- | ----------------- |
| Ministerpräsident, verantwortlich für internationale Beziehungen                    | Hervé Hasquin         | MRL    | 13. Juli 1999       | 19. Juli 2004     |
| Minister für Haushalt, Kultur und Sport                                             | Robert Collignon      | PS     | 13. Juli 1999       | 4. April 2000     |
| Minister für Haushalt, Kultur und Sport                                             | Rudy Demotte          | PS     | 4. April 2000       | 1. Januar 2001    |
| Minister für Kultur, Haushalt, den Öffentlichen Dienst, Jugend und Sport            | Rudy Demotte          | PS     | 1. Januar 2001      | 12. Juli 2003     |
| Minister für Haushalt                                                               | Michel Daerden        | PS     | 15. Juli 2003       | 19. Juli 2004     |
| Minister für Kultur, den Öffentlichen Dienst, Jugend und Sport                      | Christian Dupont      | PS     | 15. Juli 2003       | 19. Juli 2004     |
| Minister für Kinder                                                                 | Jean-Marc Nollet      | Ecolo  | 13. Juli 1999       | 19. Juli 2004     |
| Minister für sekundäre Bildung, Kunst und Literatur                                 | Pierre Hazette        | PRL    | 13. Juli 1999       | 17. Oktober 2000  |
| Minister für sekundäre und spezielle Bildung                                        | Pierre Hazette        | PRL    | 17. Oktober 2000    | 19. Juni 2004     |
| Ministerin für Hochschulbildung und wissenschaftliche Forschung                     | Françoise Dupuis      | PS     | 19. Juli 1999       | 1. Januar 2001    |
| Ministerin für Hochschulbildung, Erwachsenenbildung und wissenschaftliche Forschung | Françoise Dupuis      | PS     | 1. Januar 2001      | 19. Juli 2004     |
| Ministerin für Audiovisuelles                                                       | Corinne De Permentier | PRL    | 19. Juli 1999       | 16. Oktober 2000  |
| Minister für Kunst, Literatur und Audiovisuelles                                    | Richard Miller        | PRL    | 17. Oktober 2000    | 5. Juni 2003      |
| Minister für Kunst, Literatur und Audiovisuelles                                    | Daniel Ducarme        | MR     | 6. Juni 2003        | 12. Februar 2004  |
| Minister für Kunst, Literatur und Audiovisuelles                                    | Olivier Chastel       | MR     | 17. Februar 2004    | 19. Juli 2004     |
| Minister für Jugend, den Öffentlichen Dienst und Erwachsenenbildung                 | Yvan Ylieff           | PS     | 19. Juli 1999       | 4. April 2000     |
| Minister für Jugend, den Öffentlichen Dienst und Erwachsenenbildung                 | Willy Taminiaux       | PS     | 4. April 2000       | 1. Januar 2001    |
| Ministerin für Jugendhilfe und Gesundheit                                           | Nicole Maréchal       | Ecolo  | 19. Juli 1999       | 19. Juli 2004     |

## Umbesetzungen
Am 4. April 2000 traten Haushaltsminister Robert Collignon (PS) und Jugendminister Yvan Ylieff (PS) zurück. Collignon wurde Präsident des Wallonischen Parlaments, Ylieff wurde Regierungskommissar in der föderalen Regierung Verhofstadt I. Nachfolger von Collignon wurde Rudy Demotte (PS), bisher Wirtschaftsminister in der Regierung Verhofstadt I, neuer Jugendminister wurde Willy Taminiaux (PS), bisher Präsident des Parlaments der Französischen Gemeinschaft.
Die Ministerin für Audiovisuelles, Corinne De Permentier (PRL), trat am 16. Oktober 2000 zurück, nahm ihr Mandat in der Abgeordnetenkammer wieder wahr und wurde Bürgermeisterin der Brüsseler Vorortgemeinde Forest. Ihr Nachfolger wurde der Präsident des Parlaments der Französischen Gemeinschaft, Richard Miller, der auch die Zuständigkeit für Kunst und Literatur erhielt.
Jugendminister Willy Taminiaux trat am 1. Januar 2001 zurück und wurde Bürgermeister von La Louvière. Sein Ressort wurde aufgeteilt: die Zuständigkeit für Jugend und den Öffentlichen Dienst ging an Rudy Demotte, die Erwachsenenbildung ging an Françoise Dupuis.
Rudy Demotte verließ die Regierung am 12. Juli 2003, um Minister für Soziales und Gesundheit in der föderalen Regierung Verhofstadt II zu werden. Sein Ressort wurde aufgeteilt. Christian Dupont, Bürgermeister von Pont-à-Celles und Fraktionsvorsitzender der PS erhielt die Zuständigkeit für Kultur, den Öffentlichen Dienst, Jugend und Sport. Haushaltsminister wurde Michel Daerden (PS), seit 2000 bereits Haushaltsminister der wallonischen Regierung.
Richard Miller (MR) wurde im Juni 2003 durch den Vorsitzenden des MR, Daniel Ducarme, ersetzt.
Am 12. Februar 2004 trat der Minister für Kunst, Literatur und Audiovisuelles, Daniel Ducarme (MR) zurück, nachdem über große Steuerrückstände in der Presse berichtet wurde. Sein Nachfolger wurde Olivier Chastel (MR).